# Silzen
Silzen è un comune tedesco del circondario di Steinburg, nella regione dello Schleswig-Holstein. Ha circa 200 abitanti.